# Kom till Jesus, du som bär på
Kom till Jesus, du som bär på är en psalm, med text skriven 1934 av Johan Gustafsson och musik skriven 1896 av Winfield S. Weeden. Texten bearbetades 1985 av Anna-Stina Thorssell.

## Publicerad i
- Psalmer och Sånger 1987 som nr 587 under rubriken "Att leva av tro - Kallelse".[1]